# Теренкудук (Бокейординский район)
Теренкудук (каз. Тереңқұдық, до 199? г. — имени Калинина) — село в Бокейординском районе Западно-Казахстанской области Казахстана. Входит в состав сельского округа им. Темира Масина. Код КАТО — 275437300.

## Население
В 1999 году население села составляло 192 человека (100 мужчин и 92 женщины). По данным переписи 2009 года, в селе проживали 94 человека (53 мужчины и 41 женщина).